# Habrotrocha subtilis
Habrotrocha subtilis is een raderdiertjessoort uit de familie Habrotrochidae. De wetenschappelijke naam van deze soort is voor het eerst geldig gepubliceerd in 1965 door Donner.